# Catagramma
Catagramma é um gênero de borboletas neotropicais da família Nymphalidae, subfamília Biblidinae e tribo Callicorini, proposto por Boisduval em 1836 e que se tornou fora de uso.
Porém, o nome continua a ser usado, por exemplo, entre os colecionadores de borboletas como uma forma de taxon. As espécies de Catagramma, atualmente, foram transferidas para os gêneros Callicore, Paulogramma, Catacore, Diaethria e Perisama.